# Закон доблести
«Закон доблести» (англ. Act of Valor) — американский боевик 2012 года режиссёров Майка МакКоя и Скотта Во по сценарию Курта Джонстада. В нём снимались Алекс Видов, Розалин Санчес, Нестор Серрано, Эмилио Ривера и военнослужащие Navy SEAL и Navy SWCC. Мировая премьера состоялась 7 февраля 2012, российская — 12 апреля 2012. Рейтинг MPAA R (16+).

## Сюжет
На Филиппинах террорист убивает американского посла, его ребёнка и десятки детей на территории школы, используя переделанный в СВУ грузовик по продаже мороженого. Лидеру операции, террористу Абу Шабалу, удаётся сбежать в индонезийский лагерь по подготовке террористов.
В Коста-Рике два оперативника ЦРУ, Уолтер Росс (Нестор Серрано) и Моралес (Розалин Санчес) проводят встречу, чтобы обсудить разведывательную информацию об их цели, наркоторговце Михаиле «Кристо» Тройкавиче. Люди Кристо убивают Росса и похищают Моралес. Кристо приказывает пытать её, но оставить в живых, пока она не расскажет похитителям все, что знает.
В Коронадо (штат Калифорния) семь членов взвода SEAL Bandito отдыхают дома. Лейтенант Рорк сообщает офицеру Дэйву о беременности своей жены. Члены взвода и их семьи проводят вместе вечер перед заданием. Отряд отправляется в Коста-Рику для спасения Моралес.
Военные десантируются в джунглях при помощи прыжка HALO и окружают лагерь террористов. На заре их должны поддержать бойцы SWCC, которые плывут к лагерю на катерах SOC-R и уже запустили БПЛА. Морские котики начинают наступление раньше срока, спасают Моралес и находят сотовый телефон с информацией о террористах. Им удаётся встретиться с катерами SOC-R и командой SWCC.
Выяснилось, что Кристо и Шабал — друзья детства. Они встречаются в Киеве и Кристо, опасаясь слежки ЦРУ, решает что их проектами займутся его подчинённые. Шабал посещает фабрику Кристо, на которой производятся жилеты-бомбы. Они используют пластиковую взрывчатку и керамические поражающие элементы, поэтому на них не срабатывают металлодетекторы.
Взвод Bandito разделяется. Два морских котика, Ajay и Ray, отправляются в Сомали следить за пересылкой оружия. Рорк, Дейв, Сонни и Вейми остаются в США. Миллер вместе со взводом 4 ищет Кристо среди океана. Лейтенант Рорк передаёт Дэйву письмо к семье на случай его гибели.
Солдаты из Сомали сообщили что Шабал и 16 филиппинских террористов направляются на запад Мексики. Удаётся отследить посадку самолёта на одном из островов недалеко от Калифорнии. Взвод успешно атакует базу террористов и убивает 8 из них. Миллер захватил яхту Кристо и допрашивает его. Команда узнаёт, что половина террористов и Шабал собирается перейти границу Мексики и США по туннелю. Вместе с мексиканским спецназом они нападают на молочную фабрику, под которой начинается туннель и истребляют всех террористов, но в ходе операции лейтенант Рорк погибает от гранаты, которую закрывает своим телом, чтобы спасти своих людей.

## В ролях
| Актёр          | Роль                         |
| -------------- | ---------------------------- |
| Джейсон Коттл  | «Абу Шабал», Юрий Евгеньевич |
| Алекс Видов    | «Кристо», Михаил Тройкавич   |
| Розалин Санчес | Моралес                      |
| Нестор Серрано | Уолтер Росс                  |
| Эмилио Ривера  | Санчес                       |

## Премьера
Премьера фильма в США была запланирована на 17 февраля 2012 года, чтобы совпасть с Президентским днём, но была перенесена на 24 февраля.

## Критика
В начале после премьеры фильм получал в основном негативные отзывы критиков. На Rotten Tomatoes по 139 обзорам, он получил рейтинг в 27 % среди профессиональных кинокритиков (Rotten Tomatoes) со средней оценкой в 4,5 из 10. На Metacritic фильм получил 40 баллов на основе 34 рецензий.
Фильм критиковался также за «клюквенность» некоторых эпизодов, например локализацию Чечни на казахстанском побережье Каспийского моря. 
Несмотря на негативные отзывы, фильм собрал 24,7 млн в первый уик-энд, реакция зрителей была положительной. По опросам CinemaScore фильм получил рейтинг A. По 36 тысячам отзывов кинозрителей на портале Rotten Tomatoes, фильм понравился 80 % аудитории и получил среднюю оценку 4,1 из 5.